# Ducatul de Parma
Ducatul de Parma a fost o entitate statală care a existat din 1545 până în 1859, cu o pauză între 1808 și 1814, când a fost departament francez.
Ducatul de Parma și Piacenza a existat între 1545-1808 și 1814-1859. Între anii 1808 și 1814, ca o consecință a războaielor napoleoniene, a fost încorporat în Imperiul Francez și reorganizat ca departament francez. La conducerea sa s-au aflat mai multe case nobiliare, după cum urmează.

#### Ducat independent
- Ducatul de Parma și Piacenza[1], între 1545 - 1731, sub conducerea Casei Farnese[2];
- Ducatul de Parma și Piacenza[3], între 1731 - 1735 și ulterior între 1748 - 1802, sub conducerea it  Casei Bourbon de Parma, ramura italiană a Casei de Bourbon franceze;

#### Ducat încorporat Imperiului Habsburgic
- Ducatul de Parma și Piacenza, între 1735 - 1748, sub conducerea Casei de Habsburg;